# Ballantiophora
Ballantiophora is een geslacht van vlinders van de familie spanners (Geometridae), uit de onderfamilie Ennominae.

## Soorten
- B. gibbiferata Guenée, 1857
- B. glandifera Dognin, 1908
- B. innotata Warren, 1894
- B. lanaris Butler, 1881
- B. neglecta Thierry-Mieg, 1910